# 벨버즈드 전투
벨버즈드 전투(불가리아어: битка при Велбъжд, 세르비아어:  Битка код Велбужда)는 1330년 7월 28일 불가리아와 세르비아가 벨버즈드(현재의 큐스텐딜)에서 벌인 전투이다.
13세기 후반부터 세르비아 왕국이 성장하면서 발칸의 전통적인 강국 불가리아와 비잔티움의 근심거리가 되었고, 1327년 두 나라는 세르비아에 대항하여 공동 군사 작전을 약속했다. 3년 후 불가리아군과 세르비아군이 벨버즈드에서 충돌하여 불가리아가 기습당했다. 세르비아의 승리는 향후 20년 간 발칸의 세력 균형을 형성하였다. 불가리아는 영토를 잃지는 않았지만 세르비아의 마케도니아로의 진군을 막을 수가 없게 되었다. 세르비아는 마케도니아 뿐만 아니라 테살리아와 에피루스의 일부도 점령하였고 역사상 최대 판도를 이룩하였다. 새로운 왕 스테판 우로시 4세 두샨은 1346년 불가리아의 협조 하에 황제의 관을 썼다.
하지만 1355년 두샨의 사후 세르비아 제국은 붕괴하였으며 불가리아 역시 1371년 이반 알렉산더르 사후 무너졌고, 둘다 오스만 제국에게 정복당했다.

## 배경
콘스탄틴 티흐의 길지만 성공적이지 못한 치세 동안 불가리아 제국은 콘스탄틴 티흐의 근거지였던 스코페를 포함한 북부 마케도니아 지역을 비잔티움 제국에 상실하였다. 두 제국은 내외적으로 심각한 문제에 봉착하였고 1280년대 이후 세르비아가 남진하여 북부 마케도니아로 팽창하였다.
비잔티움 제국의 안드로니코스 2세와 그의 야심가 손자 안드로니코스 3세의 내전 기간(1320-1328) 동안 세르비아의 왕 스테판 우로시 3세 데찬스키는 안드로니코스 2세를 지원하는 과정에서 마케도니아의 몇몇 지역을 점령하였다. 1328년 이후 안드로니코스 3세가 승리하고 그의 할아버지를 폐위시켰고, 세르비아와 비잔티움의 관계는 악화되었다. 반면에 불가리아의 미하일 시슈만은 이전의 1324년에 미하일 시슈만은 데찬스키의 누이인 안나 네다와 이혼하고 안드로니코스 3세의 누이인 테오도라와 결혼하면서 안드로니코스 3세를 지원하였다. 이 시기 동안 세르비아는 프로세크와 프릴레프와 같은 중요한 마을을 점령하였고 1329년에는 오흐리드를 포위하였다.
비잔티움과 불가리아는 급속도로 성장하는 세르비아를 우려하면서 1327년 5월 13일 반-세르비아 평화 조약을 체결했다. 1329년 미하일 시슈만과 안드로니코스 3세가 다시 만난 뒤 두 군주는 세르비아를 공격하기로 결정했다. 미하일 시슈만은 세르비아에 대한 공동 군사 작전을 준비했다. 미하일 시슈만은 세르비아가 이전에 점령한 북동부와 남동부의 불가리아 땅을 되찾고자 했다. 그 계획은 세르비아의 절멸과 불가리아와 비잔티움의 분할을 포함하였다. 몇몇 세르비아 연대기에 의하면 그는 세르비아 왕에게 복종을 요구하면서 "세르비아 땅 한복판에 자신의 왕좌를 세울것이다"라고 위협하였다.
양측은 전쟁 준비에 착수하였다. 미하일 시슈만은 그의 동맹인 왈라키아의 바사라브와 오세티아, 몽골군에게 지원을 요청했고 이는 총합 3,000명 정도였다. 미하일 시슈만의 군대는 대략 12,000명 정도로 추정된다. 데찬스키는 에스파냐와 독일의 용병들을 각각 1,000명씩 고용하여 그의 군대를 강화하였고 세르비아의 정예병까지 포함해 총합 18,000명 정도였다.

## 전개
계획에 따르면 불가리아군은 동쪽에서 비잔티움군은 남쪽에서 진군하여 북부 마케도니아에서 만나기로 하였으나 그들의 결속은 미약했다. 1330년 7월 안드로니코스 3세는 마케도니아를 침공하였으나 프릴레프와 다섯 작은 요새를 점령한 후 그는 군대를 멈춰세우고 불가리아와 세르비아의 전투 결과를 기다리기로 결정하였다. 세르비아의 목적은 몇 차례의 전투를 통해 동맹군이 만나는 것을 막는 것이었다. 데찬스키는 니쉬로 통하는 길인 모라바 계곡을 공격하고 토플리카 강과 모라바 강의 합류 지점인 도브리치 벌판에서 그의 군대를 규합하였다.

### 불가리아군의 움직임
7월 19일 미하일 시슈만의 불가리아 군대는 터르노보를 출발하여 이스커르강과 소피아를 지나 스트루마강의 계곡에 진입하였다. 그곳에서 불가리아군은 제멘으로 계속하여 진군하였고 시슈코브치의 마을에 캠프를 세웠다. 그 다음날 불가리아군은 중요한 국경 지역은 이즈보르에 도달했다. 그곳에서 불가리아군은 둘로 나뉘었다. 미하일 시슈만이 이끄는 본대는 코냐프스카산의 북부(불가리아와 비잔티움의 국경을 따라)를 통해 제멘 협곡으로 향했다. 소규모의 지원대는 편하지만 긴 길을 통해 산을 지나서 코냐보와 드보리쉬테 마을 사이에 도착했다.
미하일 시슈만의 동생 벨라우르가 이끄는 불가리아 군대는 비딘에서 출발하였으나 전투에 참가하지 못하였고 이는 불가리아군의 패배의 주요 이유 중 하나가 되었다. 몇몇 역사가들은 이즈보르 성 근처에 주둔하면서 판단을 보류하고 있었다고 하는 반면 다른 이들은 그들이 너무 늦게 도착했다고 보았다.

### 세르비아군의 움직임
토플리카 강과 모라바 강의 합류 지점의 캠프에서 데찬스키는 비딘에서 북동부로의 공격을 예상하였다. 그의 목적은 불가리아군의 세르비아로의 진격을 막는 것이었다. 스트루마 계곡에 불가리아군이 있다는 소식을 들은 데찬스키는 남쪽으로 진군하여 불가리아령 모라바 계곡과 프치냐 강의 계곡을 지나 스타로 나고리치노 마을에 도착하여 그곳 근처의 수도원에서 기도를 했다. 이후 그는 요아킴 오소고프스키 수도원에서 다시 한번 기도하고 카메니차 강 근처의 불가리아 영토로 진군하여 벨버즈드 근처에 캠프를 세웠다.

### 전투

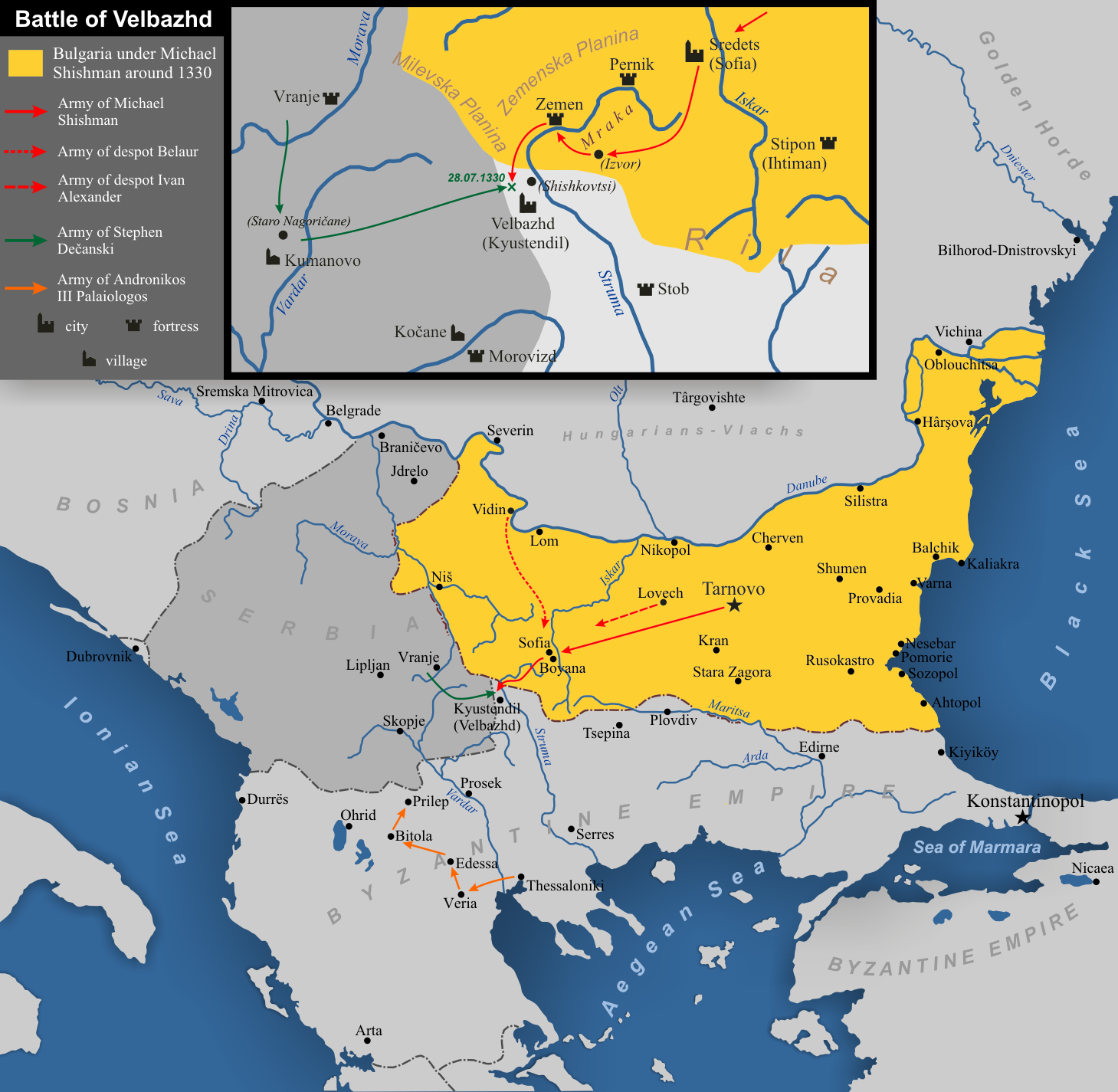
벨버즈드 전투.

두 군대는 벨버즈드 근처에 캠프를 세웠지만 미하일 시슈만과 스테판 우로시 3세 데찬스키는 증원을 기다렸고 7월 24일 그들은 협상을 시작하여 하루 간의 휴전을 맺었다. 몇몇 역사가들에 따르면 근처의 코플로브치 마을에서 두 군대의 소규모 충돌이 있었고 세르비아군은 불가리아군에게 격퇴당하여 데찬스키에게 승리하기에 충분하지 않다는 것을 보여줬다. 미하일 시슈만은 그의 휴전 결정에 영향을 주었던 다른 문제가 있었다. 불가리아군의 보급 부대가 아직 도착하지 않았고 불가리아군은 식량이 부족한 상황이었다. 불가리아군은 주변의 마을로 흩어져 보급품을 찾았다. 그 동안 데찬스키의 아들 스테판 우로시 4세 두샨이 이끄는 세르비아의 지원군이 도착하였고 데찬스키는 7월 28일 약속을 깨고 불가리아군을 기습하였다. 데찬스키가 이끄는 세르비아군이 스파소비차 고원을 점령하는 동안 두샨이 이끄는 1,000명의 카탈루냐 중장기병 용병을 포함한 더 많은 군사들이 드라고비쉬티차 계곡을 지나 시슈코브치로 향하였다. 전투는 보주리차라고 불리는 시슈코브치 마을과 스파소비차 고원 사이에서 일어났다.
비록 기습당하고도 미하일 시슈만은 그의 군대를 모으려 노력하였지만 너무 늦은 상황이었고 수적으로 열세인 불가리아군은 격파당했다. 불가리아군이 격렬하게 저항하였기에 전투는 유혈이 낭자하였고 몇몇 연대기에 의하면 강이 붉게 될 정도였다. 양측은 많은 사상자를 내었고 불가리아 캠프는 세르비아군에게 약탈당했다. 미하일 시슈만은 치명상을 입었고 그의 적군에게 사로잡혔다. 그는 세르비아 캠프로 옮겨져 4일째인 7월 31일에 부상으로 사망하였다. 혹은 다른 기록에 의하면 그는 전사하였거나 스테판 우로시 4세 두샨에게 살해당하였다고도 한다. 불운한 황제의 시체는 현재의 쿠마노보 근처의 스타로 나고리차네 마을에 묻혔다. 데찬스키는 그가 마지막 날 밤 텐트에서 기도한 곳에 교회를 세웠다.
전투 이틀 후인 7월 30일 세르비아군은 코냐프스카산으로 진군하였으나 벨라우르와 미하일 시슈만의 조카인 로베치의 데스포트 이반 알렉산더르가 이즈보르 성에서 진격을 막았기 때문에 성과를 거두지는 못하였다. 이즈보르 근교에서 데찬스키와 벨라우르가 만나 평화 조약을 맺었다. 불가리아는 미하일 시슈만과 데찬스키의 여동생 안나 네다의 아들 이반 스테판을 군주로 받아들였다. 이 전투 이후 불가리아는 세르비아의 마케도니아로의 확장을 막지 못하였다.

## 결과

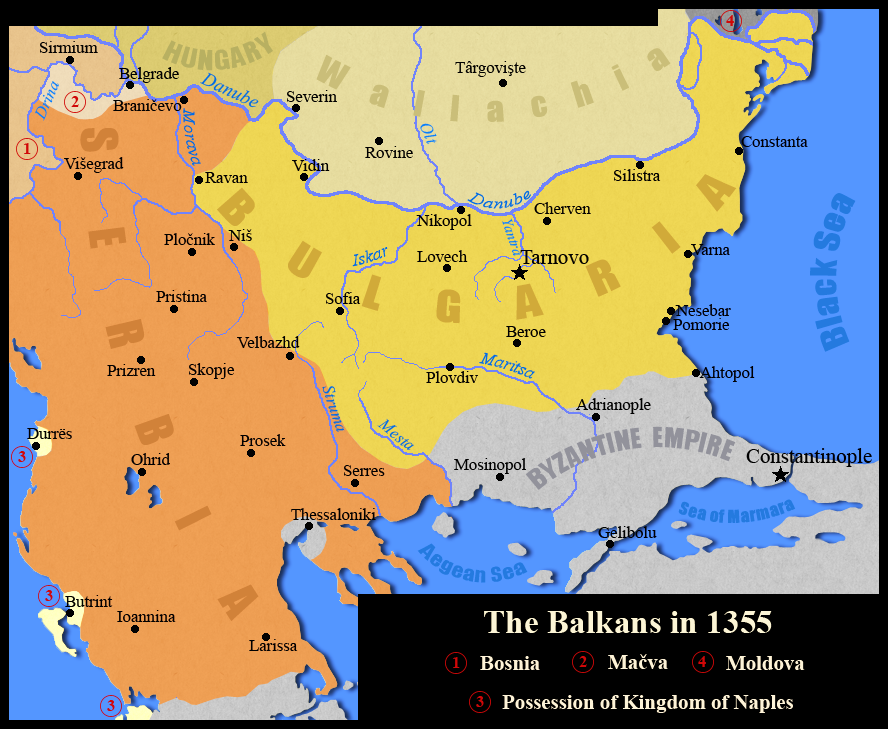
1355년의 발칸.

미하일 시슈만의 죽음을 전해 들은 안드로니코스는 세르비아와의 전쟁을 포기하고 불가리아가 약해진 틈을 이용하고자 하였다. 하지만 1332년 불가리아는 루소카스트로 전투에서 승리하여 트라키아의 많은 영역을 차지하였다. 스테판 우로시 3세 데찬스키는 마케도니아로 진격하여 전쟁 초기에 비잔티움으로부터 많은 지역을 빼앗았다. 전쟁을 성공적으로 마친 후 데찬스키는 돌아와서 메토히야 지역에 비소키 데차니 수도원을 세웠다.
1331년 초 스테판 우로시 4세 두샨은 아버지에게 반란을 일으켰다. 신실한 아버지와 대조적으로 두샨은 호전적이었고 벨버즈드의 승리를 폭넓게 이용하고자 하는 세르비아 귀족들의 지원을 받았다. 두샨의 반란 기간(1월에서 4월) 동안 불가리아 귀족들도 이반 스테판을 폐위한 후 이반 알렉산더르를 차르로 옹립하였다.
결국 벨버즈드 전투는 향후 20년 간 세르비아를 남동유럽의 패자로 떠오르게끔 하였다. 1331년 두샨이 그의 아버지로부터 왕위를 빼앗은 후 그는 비잔티움의 영토를 공격하기 시작하여 1333년에서 1334년까지 북부 마케도니아를 점령하였다. 이후 그는 1341-1347 비잔티움 내전에 개입하여 마케도니아 전역과 알바니아, 테살리아, 에피루스까지 영토를 확장하였다. 불가리아와 세르비아는 동맹 관계를 유지하였고 1346년 두샨은 이반 알렉산더르의 도움을 받아 황제의 관을 쓰고 세르비아 제국을 세웠다.

## 같이 보기
- 불가리아 제2제국

## 참고 자료
- Йордан Андреев, Милчо Лалков, Българските ханове и царе, Велико Търново, 1996.
- Васил Н. Златарски, История на българската държава през средните векове, Част I, II изд., Наука и изкуство, София 1970.